# Alix Kévynn Nyokas
Alix Kévynn Manouana Nyokas Zamalou (* 28. Juni 1986 in Montfermeil, Frankreich) ist ein französisch-kongolesischer Handballspieler.

## Karriere
Der 1,88 m große halbrechte Rückraumspieler begann seine Profikarriere bei Paris Handball. In der Saison 2009/10 konnte er wieder in die 1. Französische Liga aufsteigen. Vor Beginn der nächsten Saison riss ihm die Achillessehne, im März 2011 feierte er sein Comeback. Ab der Saison 2012/13 lief er für Chambéry Savoie HB auf. Am 23. April 2014 wurde sein Wechsel zum deutschen Bundesligisten Frisch Auf Göppingen zur Saison 2014/15 bekannt gegeben. Im Sommer 2016 schloss er sich dem VfL Gummersbach an. Nach der Saison 2016/17 beendete er seine Karriere. Ein Jahr später gab er sein Comeback beim portugiesischen Erstligisten Benfica Lissabon. Ab dem Sommer 2021 stand er gemeinsam mit seinem Zwillingsbruder Olivier Nyokas beim nordmazedonischen Verein RK Metalurg Skopje unter Vertrag. Bereits im September 2021 wechselten beide zum Stadtrivalen RK Vardar Skopje. Mit Vardar gewann er 2022 den nordmazedonischen Pokal und die Meisterschaft. Anschließend wechselte er nach Katar zu Al-Najma. Seit August 2022 läuft er für Al-Ahli Jeddah in Saudi-Arabien auf.
In der französischen Nationalmannschaft debütierte der Linkshänder im Juni 2011. Bei der Europameisterschaft 2014 in Dänemark bestritt er sein erstes internationales Turnier und wurde Europameister. 2015 gewann er die Weltmeisterschaft.
Bei der Afrikameisterschaft 2022 lief er für die Demokratische Republik Kongo auf.